# 仙北市議会
仙北市議会（せんぼくしぎかい）は、秋田県仙北市に設置されている地方議会である。

## 概要

### 任期
4年

### 定数
16人

### 所在地
秋田県仙北市田沢湖生保内字宮ノ後30
仙北市役所田沢湖庁舎3階

### 委員会
- 議会運営委員会

#### 常任委員会
- 総務文教常任委員会
- 市民福祉常任委員会
- 産業建設常任委員会
- 予算常任委員会

#### 特別委員会
- 議会広報委員会

### 定例会
- 3月
- 6月
- 9月
- 12月

### 事務局
- 議会事務局
  - 総務係
  - 議事調査係

## 会派
| 会派名     | 議員数 | 所属党派            | 議員名（◎は代表者）                                               | 女性議員数 | 女性議員の比率(%) |
| ---------- | ------ | ------------------- | ----------------------------------------------------------------- | ---------- | ----------------- |
| 蒼生会     | 7      | 自由民主党4 無所属3 | ◎小林幸悦 真崎寿浩 高橋輝彦 武藤義彦 青柳宗五郎 門脇晃幸 黒沢龍己 | 0          | 0                 |
| 公明党     | 1      | 公明党              | 熊谷一夫                                                          | 0          | 0                 |
| 日本共産党 | 1      | 日本共産党          | 平岡裕子                                                          | 1          | 100               |
| （無会派） | 2      | 自由民主党          | 澤田雅亮 田口寿宜                                                 | 0          | 0                 |
| （無会派） | 5      | 無所属              | 西宮三春 小田島広仁 中村和彦 荒木田俊一 髙久昭二                  | 1          | 20                |
| 計         | 16     |                     |                                                                   | 2          | 11.11             |

## 定数の推移
「仙北市議会議員の定数を定める条例」によって定数が決められている。
- 2005年（平成17年）10月1日合併在任特例 - 55人
- 2006年（平成18年）4月16日選挙 - 55人→24人
- 2010年（平成22年）4月11日選挙 - 24人→22人
- 2014年（平成26年）4月13日選挙 - 22人→19人
- 2018年（平成30年）4月15日選挙 - 19人→18人
- 2022年（令和4年）4月24日選挙 - 18人→16人